# الخبز في الثقافة

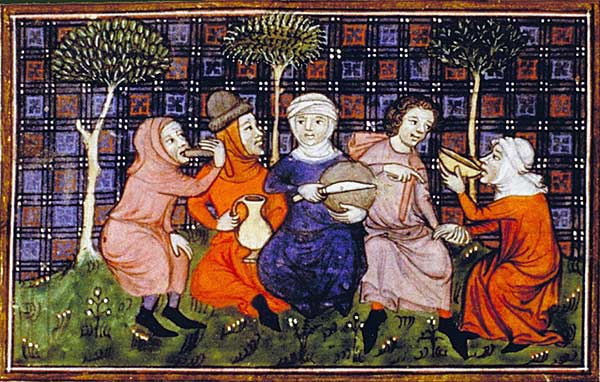
رسم فرنسي يعود للقرن الرابع عشر يصوّر فلاحين يتقاسمون لقمة الخبز - موجودة الآن ضمن مجموعة في المكتبة الوطنية الفرنسية

للخبز أهمية تتجاوز مجرد التغذية في العديد من الثقافات الإنسانية في كل من الغرب والشرق الأدنى والأوسط بسبب تاريخه وأهميته. كما للخبز (وكذلك النبيذ) أهمية دينية في المسيحية كأحد عناصر سر القربان المقدس (الأفخارستيا).
كما يحتل الخبز مساحة كبيرة من التعبيرات والأمثلة والمفاهيم الشعبية في العديد من ثقافات العالم فمثلاً يعد تعبير «خبز وملح» أو «عيش وملح» في كل من مجتمعات الدول العربية والسلافية من التعابير الدالة على عما يربط بين القوم وآخرين من صلات ووشائج احترام وخلطة وذمّة.
كما للخبز أهمية سياسية كبيرة، فمثلاً في بريطانيا إبَّان القرن التاسع عشر أدى ارتفاع أسعار الخبز نتيجة الرسوم الجمركية والقيود التجارية التي فُرِضت على الحبوب (الذرة) إلى حدوث انقسامات سياسية واجتماعية كبرى في البلاد، ولعبت دوراً في إثارة النقاش حول التجارة الحرة مقابل انتهاج الحمائية. أمَّا في مصر فكان لارتفاع أسعار الخبز بعد رفع الدعم الحكومي عنه إلى اندلاع انتفاضة الخبز عام 1977. وتمثّلت أهمية الخبز بالنظر إلى قانون تسعيرة الخبز والجعة كمثال آخر وهو القانون الذي وضِع في إنجلترا خلال القرن الثالث عشر ليبين أهمية الخبز في العصور الوسطى حيث عمل هذا القانون على تنظيم سعر ووزن ونوعية الخبز والجعة وأدى هذا القانون إلى تطبيق عقوبات شديدة على الخبازين الذين غيروا نوعية خبزهم على فترات قصيرة. كما ورد الخبز في ماغنا كارتا قبل نصف قرن من ذلك.
ومثله مثل أي نوع من أنواع الطعام فإن اختيار ما يعدّ النوع المناسب من الخبز يحمل دلالةً اجتماعية لإعلام الآخرين عن الحالة الاقتصادية والمالية فمثلاً حين يشتري الشخص خبز من غالي الثمن فإن ذلك قد يدلل على الأمن المالي الذي يتمتع به ذاك الفرد، وأيضاً فإن الشخص الذي يشتري نوعاً صحياً من الخبز فسيُنظر إليه على أنه مستهلك واعي بالصحة.
ولقد كتبت المؤلفة إيزابيلا بيتون عن الخبز عام 1861: «..لقد أصبح الخبز مادة غذائية من الضرورة الأولى، ربما لأنه يشكل في حد ذاته حياة كاملة الرخاء, الجلوتين والنشا والسكر الذين يحتوي عليهم يشكلون المغذيات الازوتية والهيدروكربونية، ويجمع بين القوى المستدامة لممالك الخضراوات والحيوانات في منتج واحد.»
كنوع من الغذاء الرخيص والبسيط والقابل للتكيف يستخدم الخبز عادة كخليط متزامن للطعام في بعض اللغات واللكنات مثل الاغريقية والبنجابية.
هناك اختلافات وأنواع كثيرة وعديدة للوصفات الأساسية لعمل الخبز حول العالم فهنالك خبز البيغل وخبز الباغيت وخبز البريوش وخبز الشباتي وخبز اللواش وخبز النان وخبز الكماج وخبز بريتزل وخبز البوري وخبز التُّرتية وغيرها الكثير والكثير من الأنواع.
هناك العديد من أنواع الخبز بالجبن التقليدي في بلدان عدة ومنها البرازيل وكولومبيا وإيطاليا وروسيا.

## الأهمية الدينية

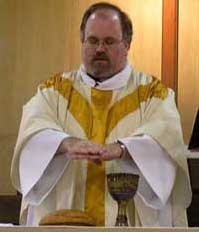
الدكتور غريغوري س. نيل، يترأس القربان المقدس.

### الأديان الإبراهيمية
يلعب الخبز دورا رمزيا في الديانة المسيحية واليهودية فلا يأكل اليهود خلال عيد الفصح اليهودي سوى خبز الفطير (وهو الخبز غير المختمر الخالي من الخميرة) احتفالاً بذكرى الهرب من الاستعباد في مصر فطبقاً للمعتقد اليهودي لم يكن لبني إسرائيل متسع من الوقت حتى يتركوا الخبز لينفش ولذلك فأكلوا فقط خبز المصة دون أن يختمر.
وفي المسيحية يدخل الخبز في طقس سر التناول (الأفخارستيا) حيث يُؤكل باعتباره سراً مقدساً فهو إما تمثيل رمزي لجسد المسيح أو هو طبقاً للشعائر الكاثوليكية فهو تمثل حقيقي لجسد المسيح.